# Eschenthal
Eschenthal ist ein Ortsteil der Stadt Sonneberg im Landkreis Sonneberg in Thüringen.

## Lage
Im mittleren Ölsetal liegt Eschenthal. Im Süden, unten im Tal, verläuft unweit die Grenze zu Bayern und liegt auch Sonneberg. Wald, Bergwiesen und Gewässer sind neben Kräutern und Klima die bestimmende Natur. Die Landesstraße 1150 durchquert den Ort.

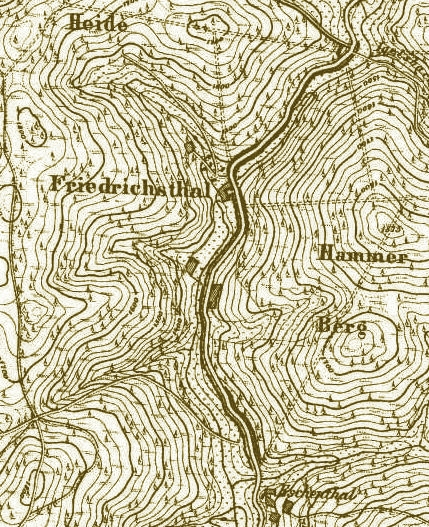
Lage und Ausdehnung Eschenthal um 1850

## Geschichte
1826 wurde die Ansiedlung erstmals urkundlich genannt.
Im Jahr 1901 schlossen sich Friedrichsthal, Eschenthal und Georgshütte zur Gemeinde Eschenthal zusammen, die 1994 in der Einheitsgemeinde Engnitzthal und die wiederum 1997 in der Gemeinde Oberland am Rennsteig aufging. Am 1. Januar 2014 wurde Oberland am Rennsteig in die Stadt Sonneberg eingegliedert.
Eschenthal war eine Häusergruppe und lag im obersten Teil vom Hüttengrund. In der Nähe, ebenfalls im obersten Teil vom Hüttengrund, befand sich das 1661 errichtete Eisenwerk Friedrichsthal. Die Eisenwerker aus Georgshütte siedelten sich in Eschenthal an. Der Ort liegt am Fuße des Eschenberges und an der Mündung des verlorenen Wassers, welches früher zum Flößen von Holz diente. Im Jahre 1901 schlossen sich Friedrichsthal, Eschenthal, Georgshütte und die Obere Bollersmühle zur Gemeinde Eschenthal zusammen. Eine einklassige Schule wurde errichtet, die bis 1958 bestand.
Auf dem „Großen Först“ zwischen Haselbach und Eschenthal wurde vor mehr als 250 Jahren das Fohlenhaus errichtet. Es diente als Unterkunft für die Hirten, die das herrschaftliche Vieh zu hüten hatten. An dieser Stelle hatte 1526 bis 1531 der berüchtigte Raubritter Hans Thomas von Absberg mit seinem Gefolge ein geeignetes Versteck gefunden. Geeignet deshalb, weil er auf der nur wenige Kilometer entfernten Heer- und Handelsstraße als Rache für die Wegnahme seiner väterlichen Burg Kaufmannszüge überfallen konnte. Er war auch als Handabschneider bekannt, da er jeweils einem gefangenen Kaufmann die Hand abschnitt und diesen unter Erpressung von Lösegeld in die Handelsstätte zurückschickte.
Auf dem Friedhof Eschenthal erinnert ein Gedenkstein an zwei KZ-Häftlinge von einem Todesmarsch des KZ Aussenkommandos Sonnerberg, die im April 1945 von SS-Männern im Steinbruch erschossen wurden. An der Ortsstraße wurde ein Ehrenhain mit einer Gedenktafel an die Opfer des Todesmarsches der KZ-Häftlinge von Sonneberg errichtet.